# Parques Reunidos
Parques Reunidos ist ein spanischer Betreiber von Wasser-, Tier- und Freizeitparks. Mit über 60 Parks weltweit und knapp 30 davon in Europa zählt er zu den größten in Europa. Nach eigenen Angaben besuchen jährlich über 21 Millionen Besucher die Parks der Gruppe.

## Geschichte
Das Unternehmen wurde 1967 als „Parque de Atracciones Casa de Campo de Madrid, S.A“ gegründet und eröffnete 1969 den heutigen Parque de Atracciones de Madrid. Im Lauf der Jahre kamen mehrere Tier- und Wasserparks hinzu. 2003 wurde das Unternehmen von der US-amerikanischen Private-Equity-Gruppe Advent International übernommen, die dann mit 224 Millionen Euro eine starke Expansion finanzierte und die ursprünglich spanische Gruppe erstmals auch ins Ausland wachsen ließ. So wurde im April 2004 das belgische Bobbejaanland gekauft, 2006 das französische Marineland für 75 Millionen Euro und Mirabilandia in Italien.
Vom Kauf durch Advent bis Ende 2006 wurde der Umsatz von 83 auf 194 Millionen Euro mehr als verdoppelt.

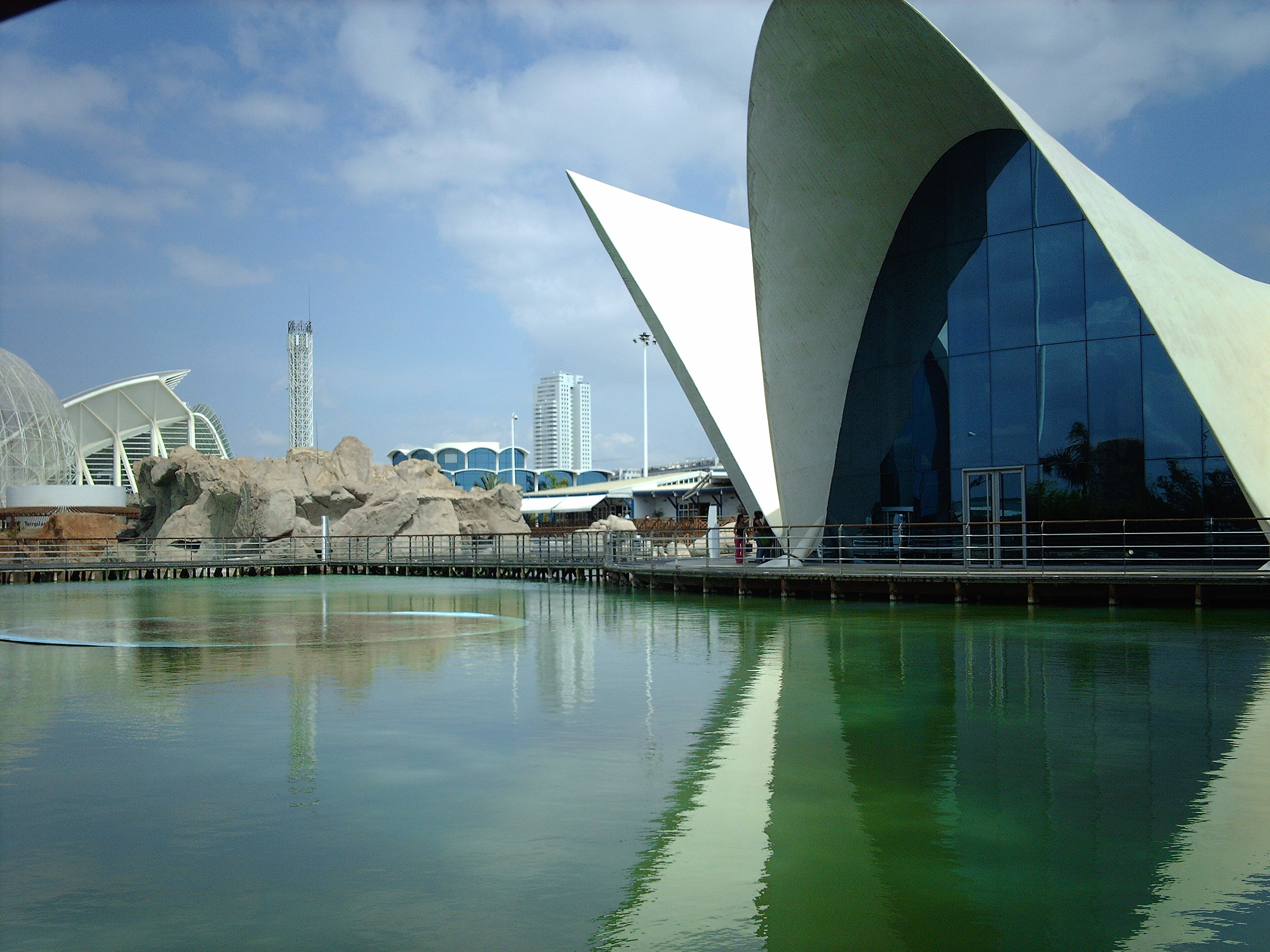
L’Oceanogràfic in Valencia besitzt das größte Aquarium Europas

Nach einem Bieterwettstreit wurde die Gruppe dann Anfang 2007 wiederum an die britische Private-Equity-Gruppe Candover verkauft.
Im weiteren Verlauf des Jahres wurde die Gruppe durch Zukäufe stark vergrößert. Neben der US-amerikanischen Parkgruppe Palace Entertainment für ca. 330 Millionen US$ wurden der dänische Freizeitpark BonBon-Land für geschätzte 20 Millionen Euro und TusenFryd für umgerechnet 47 Millionen Euro gekauft. Außerdem wurden der Wasserpark Aqualud in Frankreich und für 10,4 Millionen Pfund drei Tierparks in Großbritannien akquiriert. Zudem verwaltet die Gruppe den Parque Warner Madrid und besitzt eine Kaufoption für zehn Jahre.
Am 11. Dezember 2007 wurde bekanntgegeben, dass mit dem Kauf von Kennywood und den zugehörigen anderen Parks und Wasserparks das USA-Geschäft weiter ausgebaut wird.
Im Mai 2010 übernahm die Gruppe den deutschen Freizeitpark Movie Park Germany und im Februar 2018 den deutschen Freizeitpark Belantis bei Leipzig. Im Dezember 2018 wurde bekanntgegeben, dass der brandenburgische Freizeitpark Tropical Islands von seinem bisherigen Eigentümer, der malaysischen Tanjong-Gruppe, für rund 200 Millionen Euro an Parques Reunidos verkauft werden sollte. Im Januar 2019 übernahm die Gruppe den Weltvogelpark Walsrode vom bisherigen Eigentümer Floralux.
Am 18. März 2025 gab Herschend Family Entertainment die Übernahme aller US-Attraktionen von Palace Entertainment von Parques Reunidos bekannt. Dazu zählen über 20 Freizeit- und Wasserparks in zehn Staaten, wie Kennywood und Lake Compounce. Die Transaktion soll zeitnah abgeschlossen werden.
Im April 2025 wurde Belantis vollständig an die Compagnie des Alpes für 22 Millionen Euro verkauft.

## Betriebene Parks

### Freizeitparks
| Name                            | Land        | Eröffnung | Übernahme |
| ------------------------------- | ----------- | --------- | --------- |
| Attractiepark Slagharen         | Niederlande | 1963      | 2012      |
| Bobbejaanland                   | Belgien     | 1961      | 2004      |
| BonBon-Land                     | Dänemark    | 1992      | 2007      |
| Mirabilandia                    | Italien     | 1992      | 2006      |
| Parque de Atracciones de Madrid | Spanien     | 1969      | 1969      |
| Parque Warner Madrid            | Spanien     | 2002      | 2007      |
| TusenFryd                       | Norwegen    | 1988      | 2007      |
| Movie Park Germany              | Deutschland | 1996      | 2010      |

### Wasserparks
| Name                 | Land        |
| -------------------- | ----------- |
| Aqualud              | Frankreich  |
| Aquopolis (Kette)    | Spanien     |
| Bo Sommerland        | Norwegen    |
| Marineland Aqua Park | Frankreich  |
| Mirabilandia Beach   | Italien     |
| Tropical Islands     | Deutschland |

### Aquarien und Zoos
| Name                   | Land                   |
| ---------------------- | ---------------------- |
| Aquarium Mar del Plata | Argentinien            |
| Aquarium of the Lakes  | Vereinigtes Königreich |
| Blackpool Zoo          | Vereinigtes Königreich |
| Oceanarium             | Vereinigtes Königreich |
| Marineland             | Frankreich             |
| L’Oceanogràfic         | Spanien                |
| Selwo                  | Spanien                |
| Zoo Madrid             | Spanien                |
| Weltvogelpark Walsrode | Deutschland            |